# Nestos Chrysoupoli FC
El Nestos Chrysoupoli FC (en griego: Α.Σ. Νέστος Χρυσούπολης) es un equipo de fútbol de Grecia que juega en la Segunda Superliga de Grecia, la segunda división nacional.

## Historia
Fue fundado en el año 1930 en la ciudad de Chrysoupoli en la Unidad periférica de Kavala y en los años 1970 llegó a jugar en la desaparecida Beta Ethniki cuando era la segunda división nacional, donde permaneció dos temporadas consecutivas hasta su descenso en la temporada de 1974/75. Posteriormente pasó entre la Gamma Ethniki y la Delta Ethniki hasta su descenso a las ligas regionales en 1988.
Regresaría a las competiciones nacionales en una ocasión en la temporada de 1993/94 para descender a las divisiones regionales. En la temporada 2024/25 lograría por primera vez el ascenso a la Segunda Superliga de Grecia como ganador de su grupo en la Gamma Ethniki.

## Palmarés
- Gamma Ethniki: 1

2024–25
- Delta Ethniki: 2

1985–86, 1992–93
- Greek FCA Winners' Championship: 1

1972–73
- Greek Football Amateur Cup: 1

2014–15
- Amateurs' Super Cup Greece: 1

2014–15
- - Eps Kavala Champions: 3

1972–73, 2012–13, 2014–15